# SG Ardagger/Neustadtl
Die SG Ardagger/Neustadtl ist eine niederösterreichische Frauenfußballmannschaft im Bezirk Amstetten, die in der viertklassigen AKNÖ Frauen Gebietsliga Mostviertel spielt. Die Mannschaft gehörte von 2002 bis 2012 der ÖFB Frauen-Bundesliga, der höchsten österreichischen Spielklasse im Frauenfußball, an.

## Geschichte
Der Verein wurde 1996 gegründet und begann in der Saison 1996/97 mit dem Meisterschaftsbetrieb in der Niederösterreichischen Frauenliga. Bereits in der folgenden Saison gelang der Aufstieg in die 2. Division Ost der österreichischen Frauenliga, wo sie bis zur Saison 2001/02 spielten. In diesem Jahr gelang den Frauen der Meistertitel in der 2. Division Ost ohne Punkteverlust, was den Aufstieg in die ÖFB-Frauenliga bedeutete. Die erfolgreichsten Saisons waren 2002/03 sowie 2006/07, in denen jeweils der vierte Platz von zehn Mannschaften erreicht wurde. 2011/12 stieg man freiwillig von der ÖFB-Frauenliga in die Gebietsliga Mostviertel ab.

## Erfolge
- Österreichischer Frauen-Fußballcup 2004/05 Halbfinale
- Österreichischer Frauen-Fußballcup 2002/03 Halbfinale